# Dare 2B/Saison 2016
Dieser Artikel listet Erfolge und Fahrer des Radsportteams Dare 2B in der Saison 2016 auf.

## Erfolge in der UCI Europe Tour
Bei den Rennen der UCI Europe Tour im Jahr 2016 gelangen dem Team nachstehende Erfolge.
| Datum    | Rennen                       | Kat. | Fahrer        |
| -------- | ---------------------------- | ---- | ------------- |
| 11. Juni | 2. Etappe Tour of Małopolska | 2.2  | Mateusz Komar |
| 19. Juni | Korona Kocich Gór            | 1.2  | Mateusz Komar |

## Zugänge – Abgänge
| Zugänge         | Team 2015                   | Abgänge        | Team 2016                        |
| --------------- | --------------------------- | -------------- | -------------------------------- |
| Dominik Oborski | Whistle Team Ziemia Brzeska | Jakub Foltyn   | Unbekannt                        |
| Mateusz Komar   | Whistle Team Ziemia Brzeska | Paweł Charucki | Verva ActiveJet Pro Cycling Team |
|                 |                             | Tobiasz Pawlak | Unbekannt                        |

## Mannschaft
| Name                | Geburtstag       | Nationalität |
| ------------------- | ---------------- | ------------ |
| Artur Detko         | 18. Februar 1983 | Polen        |
| Mateusz Komar       | 18. Juli 1985    | Polen        |
| Patryk Kostecki     | 17. August 1993  | Polen        |
| Mateusz Nowak       | 18. Juli 1985    | Polen        |
| Dominik Oborski     | 17. April 1992   | Polen        |
| Jarosław Rębiewski  | 27. Februar 1974 | Polen        |
| Kornel Sójka        | 8. Februar 1990  | Polen        |
| Mariusz Witecki     | 10. Mai 1981     | Polen        |
| Piotr Wojciechowski | 9. Juni 1992     | Polen        |
| Kamil Zieliński     | 3. März 1988     | Polen        |